# Лесные Цветы
Лесны́е Цветы́ — деревня в Сасовском районе Рязанской области России. Входит в состав Придорожного сельского поселения.

## Географическое положение
Деревня находится в восточной части Сасовского района, в 47 км к юго-востоку от райцентра.
Ближайшие населённые пункты:

— деревня Шафторка в 3 км к юго-востоку по асфальтированной дороге;

— село Красный Холм в 9,5 км к югу по асфальтированной дороге;

— деревня Михайловка в 2,5 км к западу по грунтовой дороге.
Ближайшая железнодорожная станция Пичкиряево в 23 км к востоку по асфальтированной дороге и платформа 15 км в 13 км к востоку.

## Природа

### Климат
Климат умеренно континентальный с умеренно жарким летом (средняя температура июля +19 °С) и относительно холодной зимой (средняя температура января −11 °С). Осадков выпадает около 600 мм в год.

### Рельеф
Высота над уровнем моря 107—111 м.

## История
В 1883 г. деревня Лесные Цветы входила в Ямбирнскую волость Шацкого уезда Тамбовской губернии. С 2004 г. и до настоящего времени входит в состав Придорожного сельского поселения. До этого момента входила в Салтыковский сельский округ.

## Население
| 1984 | 1989 | 2010 |
| ---- | ---- | ---- |
| 140  | ↘86  | ↘27  |

## Инфраструктура

### Дорожная сеть
Находится в 3 км от автодороги М5 "Урал". От неё до деревни идёт асфальтированное ответвление.

### Связь
Электроэнергию деревня получает по тупиковой ЛЭП 10 кВ от подстанции 110/10 кВ «Свобода».